# (5267) Zegmott
(5267) Zegmott – planetoida z pasa głównego planetoid.

## Odkrycie i nazwa
Odkryto ją 13 lutego 1966 roku w Obserwatorium Astronomicznym Zijinshan. Nazwa planetoidy pochodzi od Tarika Zegmotta (ur. 1992) – brytyjskiego doktoranta z astronomii, który w ramach pracy magisterskiej podjął się badań w Harvard-Smithsonian Center for Astrophysics na temat: „Optymalizowania obserwacji obiektów bliskich Ziemi”. Przed nadaniem nazwy planetoida nosiła oznaczenie tymczasowe 1966 CF.

## Orbita
(5267) Zegmott obiega Słońce w średniej odległości 2,37 j.a. w czasie 3 lat i 237 dni.